# Allobiosis erratica
Allobiosis erratica là một loài Trichoptera trong họ Hydrobiosidae. Chúng phân bố ở miền Australasia.